# Philautus kempii
Philautus kempii es una especie  de anfibios de la familia Rhacophoridae.

## Distribución geográfica
Se encuentra en la India y el Tíbet.